# Аборты в Камеруне
Аборт в Камеруне разрешён только в том случае, если аборт спасёт жизнь женщины, если беременность представляет серьёзную опасность для физического или психического здоровья женщины или беременность наступила в результате изнасилования.

## Статистика
В 1997 году опрос в Яунде показал, что 20 процентов женщин в возрасте 20–29 лет сделали хотя бы один аборт. 80 процентов этих процедур проходили в медицинском учреждении, но они не всегда были безопасными, и женщины часто сталкивались с осложнениями. Вероятность того, что беременная женщина захочет сделать аборт, увеличивалась, если она была образованной или имела детей. Из женщин, сообщивших о прошлых абортах, 40% сделали два или более аборта. Опрос показал, что 35% всех зарегистрированных беременностей в столице закончились абортом.

## Доступ к репродуктивному здоровью
В 1990 году правительство Камеруна приняло Закон № 90/035, запрещающий образование в области контроля над рождаемостью. Отчёты показали, что аборты и тайные услуги по охране репродуктивного здоровья были широко распространены и составляли 40 процентов экстренных госпитализаций у акушеров-гинекологов. Однако в большинстве случаев доступ к клиникам для абортов был ограничен городскими центрами страны.